# Верхняя Кочёма
Ве́рхняя Кочёма — река в Иркутской области России, левый приток Нижней Тунгуски. Длина реки — 198 км. Площадь водосборного бассейна — 3780 км².
Исток реки находится в Кочёмовских болотах на Среднесибирском плоскогорье, на высоте более 351 м над уровнем моря. В верховьях преимущественно течёт в юго-восточном направлении. Приняв в среднем течении притоки Дагалдын и Сивикагна, поворачивает на восток. Протекает по сосново-лиственничной тайге. Русло реки меандрирует, берега участками заболочены. Впадает в Нижнюю Тунгуску по левому берегу на отметке ниже 256 м над уровнем моря, ниже впадения Тетеи, в 23 км к северу от села Ербогачён и в 2063 км от устья Нижней Тунгуски. Ширина перед устьем — 34-37 м при глубине 1-2,3 м; скорость течения в низовьях составляет 0,5-0,7 м/с. 

## Основные притоки
Указаны поименованные притоки длиной 20 км и более
| Название  | Расстояние от устья | Длина | Положение |
| --------- | ------------------- | ----- | --------- |
| Сивикагна | 55                  | 63    | правый    |
| Дагалдын  | 93                  | 114   | правый    |
| Дёлокон   | 171                 | 37    | правый    |

## Данные водного реестра
По данным государственного водного реестра России и геоинформационной системы водохозяйственного районирования территории РФ, подготовленной Федеральным агентством водных ресурсов:
- Бассейновый округ — Енисейский
- Речной бассейн — Енисей
- Речной подбассейн — Нижняя Тунгуска
- Водохозяйственный участок — Нижняя Тунгуска от истока до водомерного поста посёлка Кислокан
- Код водного объекта — 17010700112116100067275